# پرواز شماره ۱۸۱۲ سیبریا ایرلاینز
۴۲°۱۱′ شمالی ۳۷°۳۷′ شرقی / ۴۲٫۱۸۳°شمالی ۳۷٫۶۱۷°شرقی
پرواز شماره ۱۸۱۲ سیبریا ایرلاینز (به انگلیسی: Siberia Airlines Flight 1812) یک پرواز از تل‌آویو به مقصد نووسیبیرسک با ۶۶ مسافر و ۱۲ خدمه بود که در تاریخ ۴ اکتبر ۲۰۰۱ توسط نیروی هوایی اوکراین هدف قرار گرفت و تمام سرنشینان آن جان باختند.